# Лазар Марковић (политичар)
Лазар Марковић (1882 — 1955) био је српски универзитетски професор и политичар. Марковић је био професор Правног факултета у Београду, народни посланик, министар за уставотворну скупштину (Друга Веснићева, 1920−1921), министар правде (Пашић 15, 16 и 17, 1921−1923, у другом мандату је био и заступник министра трговине и индустрије; на крају у влади Цветковић-Мачек 1939−1941), члан Подкомисије за помоћ и Комисије за разоружавање Друштва народа, члан делегације Краљевине СХС на VI и VII заседању Скупштине Друштва народа у Женеви.
У фебруару 1924. се изјашњавао пред скупштином на оптужбе опозиције за малверзације, скупштина је са 117 према 67 гласала за прелазак на дневни ред насупрот формирања истражног одбора, тј. оптужба је одбијена.